# Siergiej Gorszkow (generał)
Siergiej Iljicz Gorszkow (ros. Сергей Ильич Горшков; ur. 7 września?/20 września 1902 we chutorze Olszanka, zm. 25 czerwca 1993 w Rostowie nad Donem) – radziecki wojskowy, generał lejtnant.

## Życiorys
Urodził się w chutorze Olszanka w obwodzie wołgogradzkim. Do 1919 roku prowadził gospodarstwo rolne, na terenach zajmowanych przez wojska białogwardyjskie. 
W 1920 roku został powołany do Armii Czerwonej i skierowany do 7 kurs kawalerii w Borisoglebsku, gdzie był kursantem, a potem dowódcą drużyny kursantów. Kurs ukończył w 1912 roku. Będąc na kursie wziął udział w walkach przeciwko powstańcom w guberniach: tambowskiej, woroneskiej i riazańskiej. Za zasługi w walkach otrzymał Order Czerwonego Sztandaru.
Po zakończeniu walk w grudniu 1921 roku został skierowany do 2 szkoły kawalerii, którą ukończył w listopadzie 1922 roku. Został wtedy skierowany do 25 Dywizji Strzeleckiej, gdzie był dowódcą plutonu w 75 pułku strzeleckim oraz w samodzielnym szwadronie kawalerii. W kwietniu 1926 roku został skierowany do 51 pułku kawalerii 9 Dywizji Kawalerii stacjonującym w Hajsynie. Był tam dowódcą plutonu w szkole pułkowej, komisarzem szwadronu, dowódcą i komisarzem wojskowym dywizjonu oraz zastępcą szefa sztabu pułku. W maju 1932 roku został szefem 4 wydziału dowództwa 9 Dywizji Kawalerii. Od marca do czerwca 1933 roku był słuchaczem wyższego kursu dowódczego kawalerii Armii Czerwonej. A po powrocie był komendantem szkoły młodszych dowódców w 52 pułku kawalerii, a potem został zastępcą szefa I wydziału dowództwa 9 Dywizji Kawalerii i szefem sztabu 52 pułku kawalerii. W kwietniu 1938 roku został zastępcą dowódcy 14 Dywizji Kawalerii. W sierpniu 1938 roku został szefem wydziału personalnego dowództwa Kijowskiego Specjalnego Okręgu Wojskowego, a od września 1940 roku zajmował takie samo stanowisko w Odeskim Okręgu Wojskowym. W kwietniu 1941 roku został dowódcą nowo utworzonej 206 Dywizji Strzeleckiej w 7 Korpusie Strzeleckim tego okręgu.
Po agresji niemieckiej na ZSRR pozostał na tym samym stanowisku. Wziął udział w walkach pogranicznych, a potem w działaniach obrony Kijowa, w trakcie tych działań dywizja znalazła się w okrążeniu 22 września 1941 roku, a w dniu 20 listopada 1941 z grupą żołnierzy wyszedł z okrążenia będąc ranny w głowę. W listopadzie 1941 roku został dowódcą 15 Dywizji Kawalerii wchodzącej w skład Północnokaukaskiego Okręgu Wojskowego. Na czele tej dywizji wziął udział w lipcu 1942 roku w bitwie o Kaukaz, w czasie której dywizja wyróżniła się i została przemianowana w 11 Gwardyjską Dywizję Kawalerii. Broniła ona głównego grzbietu Kaukazu, a następnie wzięła udział w walkach na kierunku Rostowa nad Donem. W maju 1943 roku został zastępcą dowódcy 5 Gwardyjskiego Korpusu Kawalerii. Na tym stanowisku wziął udział w walkach o wyzwolenie lewobrzeżnej Ukrainy i Mołdawii. 
W kwietniu 1944 roku został dowódcą 5 Gwardyjskiego Korpusu Kawalerii i na jego czele wziął udział w operacji jasko-kiszyniowskiej, debreczyńskiej i budapeszteńskiej. W operacji debreczyńskiej dodatkowo pełnił obowiązki dowódcy grupy konno-zmechanizowanej 2 Frontu Ukraińskiego. Następnie na czele korpusu wziął udział w operacji wiedeńskiej. 
Po zakończeniu wojny nadal dowodził korpusem do czasu jego rozformowania w 1946 roku. Następnie w marcu 1946 roku został słuchaczem wyższego kursu dowódczego w Akademii Wojskowej im. Woroszyłowa. 
W listopadzie 1946 roku został przeniesiony do rezerwy ze względu na stan zdrowia. Po przeniesieniu do rezerwy mieszkał w Rostowie nad Donem, gdzie brał udział w działaniach społecznych, m.in. był członkiem rady miejskiej. 

## Awanse
- generał major (Генерал-майор) (27.08.1942 rozkaz nr 1439)
- generał lejtnant (Генерал-лейтенант) (13.09.1944 rozkaz nr 1241)

## Odznaczenia
- Order Lenina (dwukrotnie – 27.08.1942[1], 06.11.1945[2])
- Order Czerwonego Sztandaru (czterokrotnie – 1923[3], 27.12.1941[4], 29.03.1943[5], 03.11.1944[6])
- Order Kutuzowa I st. (13.06.1944[7])
- Order Suworowa II st. (03.06.1944[8])
- Order Bohdana Chmielnickiego II st. (28.04.1945[9])
- Order Wojny Ojczyźnianej I st. (06.04.1985)
- Order Czerwonej Gwiazdy (28.10.1968)
- Medal „Weteran Sił Zbrojnych ZSRR”
- Medal „Za obronę Kijowa”
- Medal „Za obronę Kaukazu” (01.05.1944[10])
- Medal „Za zdobycie Budapesztu” (09.06.1945)
- Medal „Za wyzwolenie Belgradu”
- Medal „Za zwycięstwo nad Niemcami w Wielkiej Wojnie Ojczyźnianej 1941–1945” (09.05.1945)
- Medal jubileuszowy „Dwudziestolecia zwycięstwa w Wielkiej Wojnie Ojczyźnianej 1941–1945”
- Medal jubileuszowy „Trzydziestolecia zwycięstwa w Wielkiej Wojnie Ojczyźnianej 1941–1945”
- Medal jubileuszowy „Czterdziestolecia zwycięstwa w Wielkiej Wojnie Ojczyźnianej 1941–1945”
- Medal jubileuszowy „W upamiętnieniu 100-lecia urodzin Władimira Iljicza Lenina”
- Medal jubileuszowy „XX lat Robotniczo-Chłopskiej Armii Czerwonej”
- Medal jubileuszowy „30 lat Armii Radzieckiej i Floty”
- Medal jubileuszowy „40 lat Sił Zbrojnych ZSRR”
- Medal jubileuszowy „50 lat Sił Zbrojnych ZSRR”
- Medal jubileuszowy „60 lat Sił Zbrojnych ZSRR”
- Medal jubileuszowy „70 lat Sił Zbrojnych ZSRR”
- Medal „W upamiętnieniu 1500-lecia Kijowa”
- Komandor Orderu Imperium Brytyjskiego (Wielka Brytania) (1944[11])
- Krzyż Walecznych (Polska)